# Parque natural de las Lagunas de Cufada
El parque natural de las Lagunas de Cufada (en portugués: Parque Natural das Lagoas de Cufada) es un parque que se encuentra en Guinea-Bisáu. Fue establecido el 1 de diciembre de 2000. Este sitio posee unos 890 kilómetros cuadrados. Fue la primera área protegida en Guinea-Bissau.
Se ha reportado que los chimpancés se encuentran en el parque nacional, y que anidan en las palmas de aceite, pero se carece de detalles sobre la densidad y el tamaño de la población de chimpancés en el espacio protegido.